# Кроксден
Кроксден (на английски: Croxden) е село в община Източен Стафордшър, графство Стафордшър, Англия. Населението на селото е 265 жители (по приблизителна оценка от юни 2017 г.).

## Население
Населението на селото е 265 жители (по приблизителна оценка от юни 2017 г.).